# Genre (sciences sociales)
Pour les articles homonymes, voir genre.
Pour un article spécifique sur la distinction entre ce concept et le sexe, voir Distinction entre sexe et genre.
Le genre désigne en sciences sociales les processus et rapports sociaux qui divisent, polarisent et organisent l'humanité en différentes catégories de « sexe », « genre » et de « sexualité » (tel que masculin / féminin, homme / femme, mâle / femelle, cisgenre / transgenre, intersexe / dyadique, homo / hétéro, etc.).
Initialement introduit par les sciences psycho-médicales dans les années 1950, puis développé sous l'impulsion des sciences sociales à partir des années 1970, le genre servait alors à distinguer ce qui dans la division entre les sexes relevait du psychologique ou du social et non du biologique. Bien qu'étant encore employé dans ce sens, notamment dans le langage courant, cette dichotomie biologique/social, comme si le social venait se surajouter au biologique, a été remise en cause par les études sur le genre et la définition du genre s'est déplacée vers le principe de division et de catégorisation d'une part, et de classification et de hiérarchisation d'autre part. Le genre est de nos jours une notion rattachée à un champ de savoirs pluridisciplinaires : les études sur le genre. En effet, plusieurs disciplines (philosophie, anthropologie, sociologie, histoire, économie, psychologie, etc.) et plusieurs courants (ex. : constructionnisme, matérialisme, interactionnisme, poststructuralisme, etc.), ont contribué à forger différentes théorisations du genre.
Une opposition à la notion de genre est formulée au sein du clergé catholique qui parle de « l'idéologie du genre » et de « la théorie du genre ». Cette dernière expression gagne en popularité dans les années 2000, notamment à travers l'offensive menée par le Vatican contre l'ouverture du mariage aux couples de même sexe, à l'homoparentalité et la procréation médicalement assistée.

## Introduction

### Liminaires

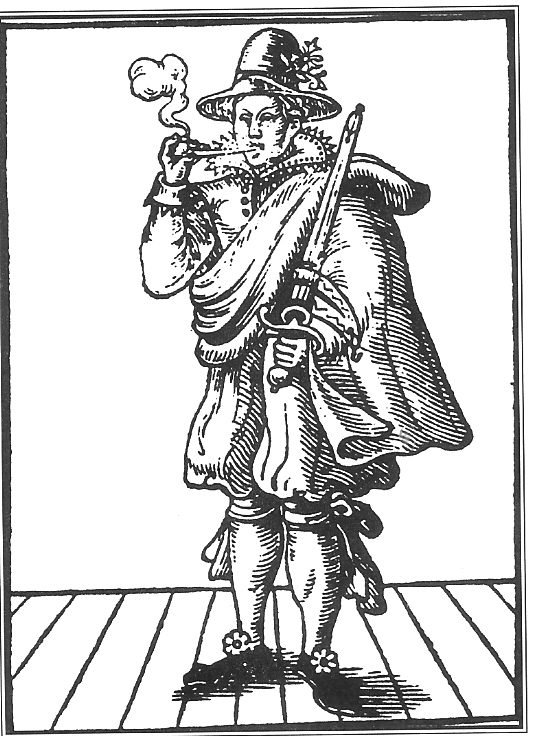
Mary Frith a scandalisé la société anglaise du XVIIe siècle en portant des habits masculins et en fumant la pipe, attributs typiquement masculins à l'époque.

Le genre est un concept rattaché à un champ de savoirs pluridisciplinaires : les études sur le genre. Il désigne les processus sociaux par lesquels les identités sexuées et sexuelles sont produites. Cela signifie que le genre est théorisé comme une production du social et non de la nature. En ce sens, on peut parler de construction sociale. C'est un outil de dénaturalisation (le fait de révéler comme social ce qui est pensé comme le produit de différences biologiques) permettant de nommer des réalités sociales liées au travail, à l'économie, à la démographie, aux normes, aux représentations sociales, aux inégalités, mais aussi au corps, à la sexualité, etc.. Autrement dit, le genre permet de décrire la réalité empirique d’une forme d'organisation sociale. Le genre permet une explication du social par le social (selon l'aphorisme durkheimien,).
Le genre désigne donc les processus et rapports sociaux qui divisent l'humanité en différentes catégories de « sexe »,, et de sexualité (Lépinard et Lieber 2020, p. 4). Il faut noter que, dans beaucoup de publications en sciences sociales, le terme « genre » est interchangeable avec l’expression « rapports sociaux de sexe »,,. Ces processus sociaux (donc par définition des processus non naturels) attribuent (via la socialisation par exemple) notamment des rôles différenciés (qui peuvent varier dans le temps et l'espace) à chaque catégorie. Le concept de genre met l'accent sur le principe de division et de catégorisation d'une part, et de classification et de hiérarchisation d'autre part. Ainsi, le genre permet un déplacement de l'analyse des parties divisées vers le principe de division lui-même. Autrement dit, le genre n’exprime pas la part sociale de la division mais il est plutôt cette division. C'est pourquoi « genre » au singulier n'est pas « genres » au pluriel, dans le sens où il ne renvoie pas seulement à l'appartenance à un groupe de sexe.

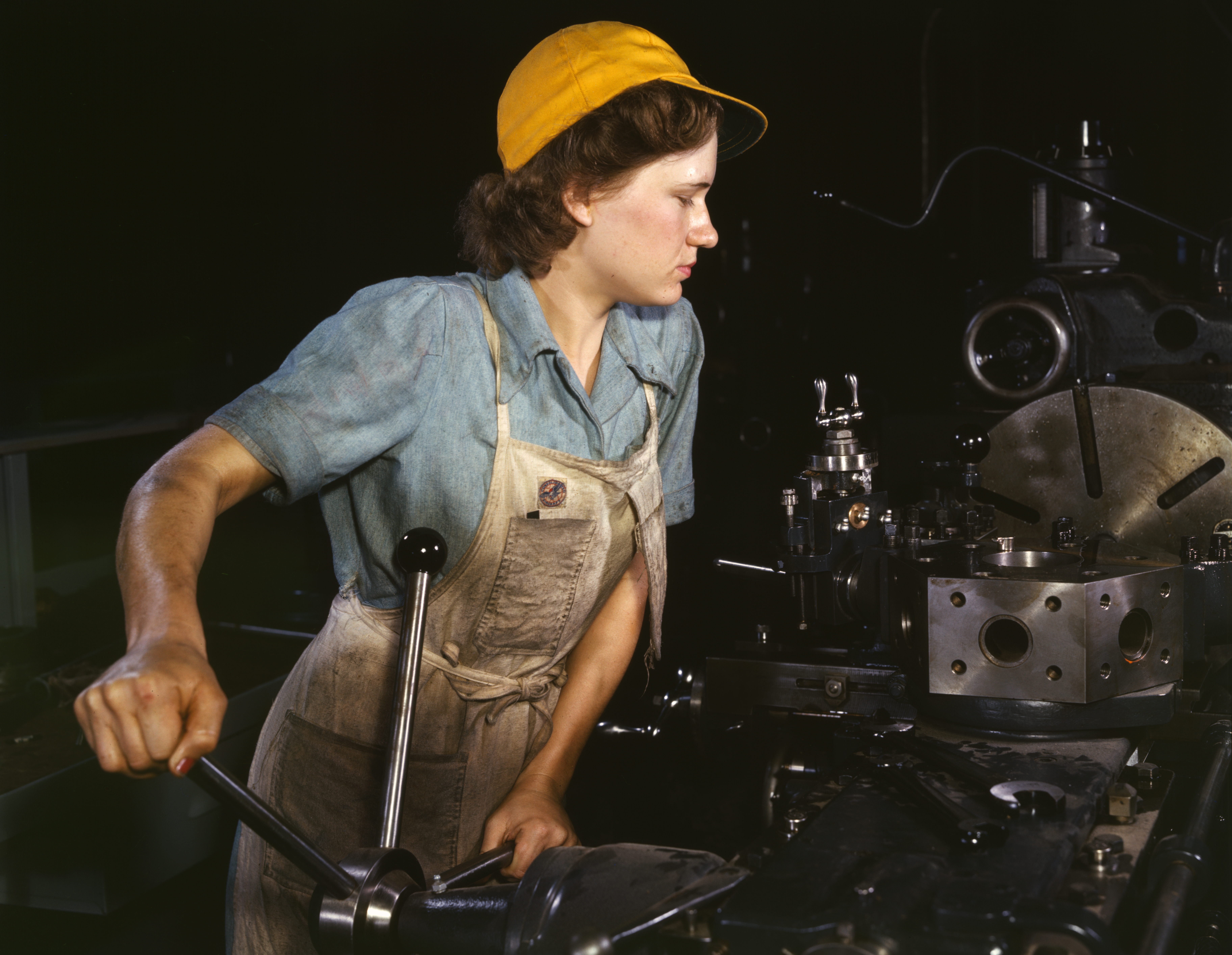
Une femme à l'usine aux États-Unis pendant la Seconde Guerre mondiale, occupant ainsi un rôle traditionnellement vu comme masculin.

Si le terme « genre » a émergé en 1955, ce ne sont pas les sciences sociales qui ont été les premières à utiliser le terme mais les sciences médicales (sexologues, psychologues et psychiatres en particulier John Money, Anke Ehrhardt (en), et Robert Stoller) dans une perspective normative,,. C'est à partir des années 1970 que la sociologie, et plus largement les sciences sociales, s'emparent de la notion dans une perspective critique et dénaturalisante, c'est-à-dire que les hommes et les femmes n'y sont pas tant des entités naturelles que naturalisées, opérant ainsi une rupture épistémologique,,,. Ainsi, le genre est un concept polysémique qui renvoie à des théorisations et définitions distinctes en fonction : des époques, des scientifiques, des influences théoriques, des objets de recherche,, (Simone de Beauvoir, Ann Oakley, Elena Gianini Belotti, Joan Wallach Scott, Christine Delphy, Nicole-Claude Mathieu, Colette Guillaumin, Michel Foucault, Gayle Rubin, Judith Butler, Danièle Kergoat, Bell Hooks, Donna Haraway, etc.).

### Étymologie et usages

#### Étymologie
Le mot « genre » vient du latin genus, passé par l'ancien français « gendre ». Le mot a d'abord le sens de « catégorie, type, espèce » puis le sens de « sexe ». Le mot a longtemps été majoritairement associé au genre grammatical. Le terme de « genre » (gender) a été employé pour la première fois avec un sens non grammatical dans une publication scientifique américaine de 1955 par le psychologue et sexologue John Money, dans un article où il introduit le concept de « rôle de genre » (gender role),.

#### Usages aux États-Unis
En 2012, la sociologue Isabelle Clair propose de distinguer quatre acceptions du mot gender :
1. Le psychiatre Robert Stoller en 1964 introduit la distinction entre sex biologique et gender identity socialement acquis[15],[16],[17],[18].
2. Redéfini par la sociologue Ann Oakley en 1972[19] qui insiste sur le processus de classification sociale[20].
3. Redéfini par l’anthropologue Gayle Rubin dès 1975 qui inclut les sexualités. « Le » gender désigne un « système de sexe/genre » qui « assujettit » des individus en raison de leur sexe perçu ou de leurs pratiques sexuelles[21]. « Les » genders peuvent désigner différentes façons d’incarner « le » gender. Ici le pluriel ne désigne pas nécessairement la bicatégorisation, c'est-à-dire le fait qu'il y aurait un gender « masculin » et un gender « féminin », mais une liste indénombrable de « performer » « le » gender.

En anglais, le mot « gender » est utilisé de manière courante, généralement pour exprimer les différences entre femmes et hommes en insistant sur les différences culturelles plutôt que biologiques.

#### Usages en France
En France, le terme « gender » a d'abord circulé dans le champ des études féministes sans être traduit. Entre les années 1970 et le début des années 1990, la sociologie française utilisait principalement des termes comme « rapports sociaux de sexe » ou « patriarcat » et l'usage du terme « genre » était encore assez rare. Le terme s’est progressivement introduit pour s’imposer dans les années 2000. La sociologue française Christine Delphy qui utilise le terme « genre » depuis 1977 a contribué à définir le concept à partir du terme gender,,. Les bornes sémantiques des termes gender et genre ne sont pas les mêmes.
Dans un entretien de 2016, Christine Détrez indique que l'acception française dominante dans le langage courant s'inspire de la démarcation sexe/genre proposée par la sociologue Ann Oakley en 1972, et de la définition proposée par l'historienne Joan Scott en 1988. Ainsi, le sens commun du genre que l'on connaît aujourd'hui est celui « de construction sociale et culturelle de la féminité et de la masculinité à partir du sexe – tandis que le sexe renvoie aux différences biologiques entre hommes et femmes – avec l'idée que cette construction est organisée dans un rapport de hiérarchie et de pouvoir ». Christine Détrez souligne que cette définition a été une première étape dans la dénaturalisation des différences femmes-hommes. Elle précise également que la bicatégorisation et la démarcation sexe/genre ont été remises en question notamment par la sociologue Christine Delphy, et la biologiste Anne Fausto-Sterling,,,.
Dans l’émission radiophonique La Grande Table idées, le démographe Emmanuel Todd, qui rejette l'usage du terme « genre », soutient que celui-ci « est maintenant utilisé comme autrefois on utilisait le mot « sexe » », ce qui produit selon lui « une perte de sens ».

#### Usage du genre dans les institutions nationales et internationales
Plusieurs institutions internationales proposent leur propre définition du genre :
- Le guide EQUAL de la Commission européenne en 2004 entend par genre « les différences sociales ou rôles attribués aux femmes et aux hommes, des rôles appris en grandissant, qui varient au fil du temps et qui dépendent de notre culture, de notre origine ethnique, de notre religion, de notre niveau d'éducation, de notre classe sociale, mais aussi du contexte géographique, économique et politique dans lequel nous vivons. Ces modèles comportementaux imposent la norme et influencent notre identité et notre personnalité. […] Le genre décrit donc un ensemble de qualités et de comportements que les sociétés attendent des hommes et des femmes et qui façonnent leur identité sociale. Cette identité diffère d’une culture à l’autre et d’une période à l’autre. »[B 5]
- La Convention du Conseil de l’Europe sur la prévention et la lutte contre la violence à l’égard des femmes et la violence domestique, en 2011, indique que « le terme « genre » désigne les rôles, les comportements, les activités et les attributions socialement construits, qu’une société donnée considère comme appropriés pour les femmes et les hommes. »[B 6]
- Les Nations unies à travers la Recommandation générale 28 du CEDAW de 2010 indique que « le mot « genre » renvoie à l’identité, aux attributs et au rôle de la femme et de l’homme, tels qu’ils sont définis par la société, et à la signification sociale et culturelle que la société donne aux différences biologiques, ce qui engendre des rapports hiérarchiques entre femmes et hommes et se traduit par une répartition du pouvoir et des droits favorable aux hommes et désavantageux pour les femmes. »[B 7]
- L'OMS, en 2018, entend par genre « les rôles, comportements, activités, fonctions et chances qu’une société, selon la représentation qu’elle s’en fait, considère comme adéquats pour les hommes et les femmes, les garçons et les filles et les personnes qui n’ont pas une identité binaire. Le genre est également défini par les relations entre personnes et peut refléter la répartition du pouvoir dans ces relations. »[B 8]

Plusieurs institutions nationales proposent leur propre définition du genre :
- Le Haut Conseil à l'égalité entre les femmes et les hommes (France), en 2016, « le genre est le système de normes hiérarchisées et hiérarchisantes de féminité /masculinité. Ces normes sont différentes, construites en opposition, et valables dans une culture donnée, une époque donnée. Ce système produit des inégalités entre les femmes et les hommes. »[B 9]
- Un rapport d'information de l'Assemblée nationale française, rédigée en 2016 par la députée Maud Olivier, indique que « le genre peut […] désigner au sens large la dimension femmes-hommes ». Dans ce rapport elle précise que le genre est un concept scientifique et souligne quatre piliers pouvant être mobilisés dans le cadre de la recherche identifiés par Laure Bereni, sociologue chargée de recherche au CNRS[B 10] :
  1. le processus de construction sociale des rôles sexués ;
  2. la dimension relationnelle du concept de genre, qui recouvre également l’étude des rapports sociaux entre les femmes et les hommes ;
  3. les rapports de pouvoir, la hiérarchie et l’asymétrie entre les sexes ;
  4. « l’intersectionnalité » des rapports de genre qui sont imbriqués dans les autres types de rapports sociaux.

Bien que le recours au terme « genre » se soit largement généralisé dans les universités des pays francophones, et malgré l'emploi de « genre masculin/féminin » pour désigner hommes et femmes remontant au XVIe siècle, la Commission d'enrichissement de la langue française, un dispositif interministériel français hors du monde académique, déconseillait en 2005 d'employer « genre » malgré son utilisation croissante dans certains champs des sciences sociales.
Par ailleurs, il existe différentes distinctions et articulations entre genre, sexe et sexualité qui constituent un « fil à 3 brins » selon une expression emprunté à la sociologue Rebecca Jordan-Young. C'est pourquoi les notions d'orientation sexuelle (hétérosexualité, bisexualité, homosexualité, pansexualité, asexualité), de préférence sexuelle, de transidentité ou encore d'intersexuation sont liées au concept de genre,,,,,.

## Définitions et multidimensionnalité du genre
Le genre est un outil conceptuel aux multiples définitions (sociologique, anthropologique, philosophique, psychologique, etc.).

### Point de vue en sociologie
Le genre en sociologie désigne un rapport social et un processus de catégorisation qui peut se définir de la manière suivante : un système de bicatégorisation hiérarchisée entre les sexes (hommes/femmes) et entre les valeurs et représentations qui leur sont associées (masculin/féminin). Définir le genre comme un « système » indique que c'est ce dernier qui produit la division des catégories de sexe et des représentations qui leur sont associées, les « sexes » désignent ces catégories produites par ce système, « bicatégorisation » indique une division en deux classes mutuellement exclusives et « hiérarchisée » signifie que ces classes sont organisées selon un ordre de priorité, elles sont dissymétriques. Défini ainsi, le genre produit la division en deux classes exclusives (homme/femme) dont l'une est prioritaire sur l'autre.
Les études sur le genre montrent que le rapport entre femmes et hommes est hiérarchisé dans la majorité des sociétés connues et étudiées. Ainsi la distribution des ressources économiques, la distribution du pouvoir politique, et la distribution de ce qui est valorisé symboliquement, tend à être inégale, avec des modalités et une intensité variables. Les théoriciennes féministes matérialistes, comme les sociologues Christine Delphy et Colette Guillaumin ou l'anthropologue Nicole-Claude Mathieu, qualifient le système de subordination des femmes par les hommes de « patriarcat ».
Pierre Bourdieu utilise le terme de domination masculine pour désigner « les rapports sociaux de domination et d’exploitation qui sont institués entre les genres ».

### Point de vue en anthropologie
Les rapports de genre forment l'une des principales structures des sociétés connues, et parmi elles la plupart de ces rapports sont organisés selon une polarisation naturalisée. Autrement dit, le genre peut être décrit dans la plupart des sociétés comme une bicatégorisation hiérarchisée où les hommes dominent les femmes. Cependant, d'une part certaines sociétés reconnaissent l’existence d’une troisième catégorie de personne, et d'autre part certaines sociétés peuvent être bicatégorielles sans qu'il n'y ait de hiérarchie de genre comparable aux sociétés patriarcales (ni de renversement matriarcal, ni prédominance patriarcale).
L'anthropologue Bernard Saladin d’Anglure, dans les années 1980 utilise l'expression de « troisième sexe » pour rendre compte du fait que certaines sociétés échappent à la classification binaire de identités sexuées et sexuelles. L'anthropologue Gilbert Herdt (en), en 1994, introduit quant à lui la notion de « third sex or third gender ». D'ailleurs, les Hijras du sous-continent indien sont une catégorie de personnes qui n'étant pas considérées comme étant homme ou femme, peuvent être catégorisées de différente façon : comme appartenir à une troisième catégorie de sexe ou de genre (« troisième sexe » ou « troisième genre »), et/ou référer à des personnes intersexes, et/ou transgenres. L'anthropologue Niko Besnier évoque certaines personnes dans les sociétés d'Océanie qui se trouvent à la frontière entre deux genres, comme les fa'afafine de Samoa.
L'anthropologue Françoise Héritier, partant des travaux de Claude Lévi-Strauss, observe qu'un présupposé fondamental manque à sa théorie de l'alliance. Elle appelle « valence différentielle des sexes » le fait que les valeurs associées au féminin sont systématiquement déconsidérées par rapport à celles qui sont associées au masculin, même si les valeurs liées à l’un ou l’autre sexe peuvent varier selon les sociétés. Elle affirme à contre courant que « partout, de tout temps et en tout lieu, le masculin est considéré comme supérieur au féminin ».
L'anthropologue Nicole-Claude Mathieu estimait en 1985 que 80 % des sociétés connues étaient des sociétés à forte domination masculine. Elle précise en 2007 que dans les sociétés matrilinéaires (la mère qui transmet seule la filiation) ou matrilocales (c’est l’homme qui au mariage va vivre chez son épouse), qui ne sont pas des sociétés matriarcales, et ce malgré la présence assez générale d'un pouvoir masculin en matière d'autorité politique et territoriale pour la défense du groupe, la dominance (terme à ne pas confondre avec « domination ») masculine peut être moins forte. Par ailleurs, Nicole-Claude Mathieu qualifie d'androcentrisme le parti pris concernant la non-prise en considération des rapports sociaux dans lesquels les femmes sont impliquées.

### Multidimensionnalité du genre
Dans leur ouvrage Introduction aux études sur le genre, les sociologues Laure Bereni, Sébastien Chauvin, Alexandre Jaunait et Anne Revillard proposent de « mettre en évidence quatre dimensions analytiques centrales » du concept de genre :
1. le genre est une construction sociale ;
2. le genre est un processus relationnel ;
3. le genre est un rapport de pouvoir ;
4. le genre est imbriqué dans d’autres rapports de pouvoir.

#### Construction sociale
Par construction sociale il faut comprendre que les identités « sexuées » (homme/femme) et « sexuelles » (hétéro/homo) sont le produit non pas de processus biologiques (déterminisme biologique) mais de processus sociaux. Ainsi, les rôles féminins et masculins, leurs caractéristiques associées et les stéréotypes différenciés attribués à chaque sexe ne sont pas le résultat de processus de la nature, mais de processus sociaux, et varient à travers l'histoire et en fonction des sociétés. C'est une approche dénaturalisante et anti-essentialiste.
Ainsi, le genre construit socialement les identités des individus : la masculinité ou la féminité ne sont pas des données naturelles mais le résultat de mécanismes sociaux et psychologiques. Consciemment ou inconsciemment, la société s’organise selon le paradigme des « choses des hommes » et des « choses des femmes », au point que l’on se convainc qu’il existe des domaines ou des niveaux de domaines socialement réservés à tel ou tel des deux sexes.

#### Processus relationnel
Une approche relationnelle signifie qu'on ne peut pas étudier ce qui relève des femmes et du féminin sans articuler l’analyse avec les hommes et le masculin (et inversement) du fait que les caractéristiques associées à chaque sexe sont socialement construites dans une relation d’opposition, c'est-à-dire produites dans un rapport social.
Les courants théoriques de l’interactionnisme et de l’ethnométhodologie (dont Erving Goffman et Harold Garfinkel sont des figures importantes) s’attachent à expliquer la constitution et la permanence de l’ordre social, auquel tout le monde participe. Les travaux qui s’inspirent de ces perspectives, mettent ainsi l’accent sur le rôle des interactions sociales, des institutions et des organisations dans la construction, la reproduction et la négociation des rapports de genre et d’un ordre social genré.
Ce principe d'articulation (la relation d’opposition) est généralisable pour la sociologue australienne Raewyn Connell. En effet, elle montre notamment que les masculinités s'élaborent à l’intersection de différents rapports de pouvoir qui défavorisent les femmes et certaines formes de masculinités. Connell définit ses différentes relations en termes d’hégémonie, de complicité, de subordination et de marginalisation. Autant de « configurations de la pratique de genre », qui vont lui permettre de rendre compte de la pluralité des masculinités comme de leurs hiérarchies. Selon le contexte, il existe des masculinités qui sont valorisées et d’autres dévalorisées. Par exemple, le concept de masculinités subordonnées sert à désigner un rapport social spécifique : celui de domination et de subordination entre des groupes d'hommes. Elle pense en particulier à la domination des hommes hétérosexuels et à la subordination des hommes homosexuels. Autrement dit, les masculinités des hommes hétérosexuels sont construites en lien non seulement avec les femmes mais aussi avec les hommes homosexuels,,,,.

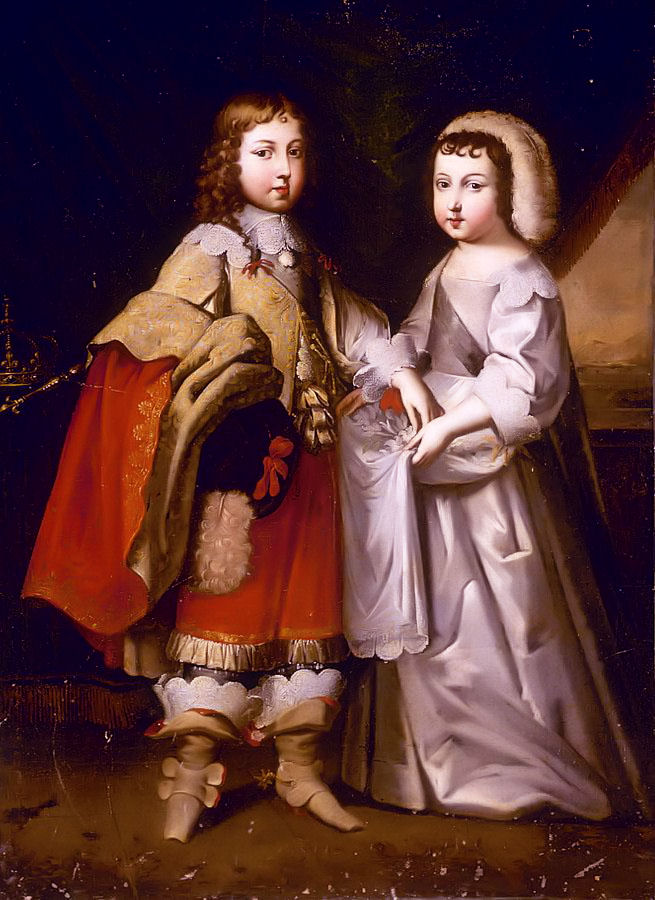
Louis XIV enfant avec son frère « Monsieur » Philippe d'Orléans, habillé en robe. Tableau attribué à Henri et Charles Beaubrun.

#### Rapport de pouvoir
L'idée générale est qu'il n’existe pas de dominations naturelles, mais des dominations matériellement motivées qui expliquent la constitution de groupes dominants et dominés,,,,,. Le sociologue Émile Durkheim, dans un article de 1902 écrit avec Marcel Mauss, considère que « toute classification implique un ordre hiérarchique ».
En 1884, le théoricien Friedrich Engels, collaborateur de Karl Marx, dans L’Origine de la famille, de la propriété et de l’État, a soutenu que la relation exploitant-exploité qui existe entre la classe dominante (bourgeoisie) et la classe ouvrière (prolétariat) pouvait s'étendre au ménage (« famille conjugale » ou « famille monogamique »), dans lequel le mari serait en position dominante et sa femme en position subordonnée, et serait le résultat d'un processus socio-historique,,,.
Cette perspective du rapport entre les hommes et les femmes analysé comme un rapport social d’oppression et d’exploitation inspirera notamment le féminisme matérialiste. Ainsi, pour celui-ci, « le genre » ou « les rapports sociaux de sexe » désigne un système qui constitue des individus « sexués » en « classes » antagonistes historiquement constituées, classes qui ne préexistent donc pas à leur rapport d’opposition,,,.
Selon un article d'Alain Degenne, sociologue des dynamiques relationnelles hors du champ des études sur le genre, les déséquilibres (tel que le partage inégal du travail domestique) peuvent s’interpréter autrement qu’en termes de domination. À ce titre, il rapporte l'approche de l'économiste Gary Becker, qui, dans A Treatiseon the Family (1981), défendrait l'idée que l’inégalité dans la relation du mariage hétérosexuel serait le résultat d'un calcul économique et non le fait d'une domination,.

#### Imbrication aux autres rapports de pouvoir

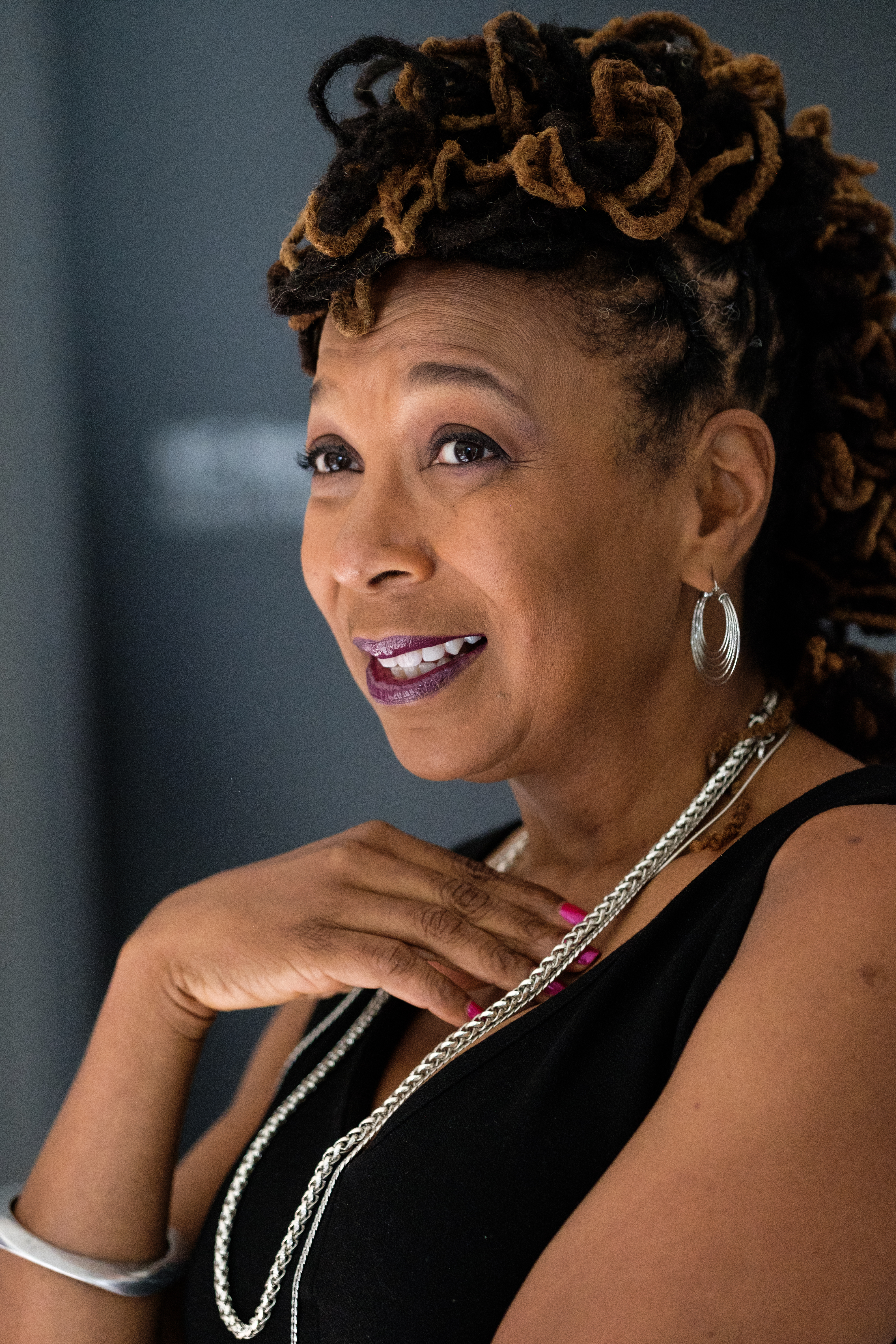
Kimberlé Williams Crenshaw en 2019.

Les catégories de sexe ne sont pas homogènes, elles sont traversées par de multiples tensions et clivages, par exemple selon la classe sociale, la sexualité, la « race », l’âge, la santé, le handicap, etc..

##### Intersectionnalité
Les sciences sociales ont régulièrement articulé différents rapports de pouvoir ensemble (classe sociale, sexe, race, sexualité, âge, santé, handicap, etc.). Mais c'est en 1989 que l'universitaire afroféministe américaine Kimberlé Williams Crenshaw propose le terme d'intersectionnalité pour parler spécifiquement de l'intersection entre le sexisme et le racisme subis par les femmes afro-américaines, et mettre en exergue que ces femmes noires n'étaient pas prises en compte dans les discours féministes de l'époque,. Elle montre que les femmes noires en tant que sujets politiques se trouvent dans une situation complexe et se pose la question de savoir comment lutter collectivement contre l’articulation du sexisme et du racisme sans s’annihiler. Pour illustrer ce point, elle aborde la question des violences conjugales subies par des femmes noires aux États-Unis : sans outils théoriques permettant de comprendre la position des femmes noires à l’intersection de plusieurs rapports de pouvoir, sans ressources politiques et pratiques, il est impossible pour les féministes d’insister sur le phénomène massif de la violence conjugale sans quelque part entretenir dans le même temps le stéréotype raciste de la propension à la violence des hommes noirs, et impossible pour les tenants de la lutte contre le racisme de dénoncer le mythe raciste de la propension des hommes noirs à la violence sans tout au moins euphémiser la violence faite aux femmes,,. Le sens du terme a depuis été élargi, incluant par définition tous les autres rapports de domination.

##### Critique de l'approche cumulative des dominations

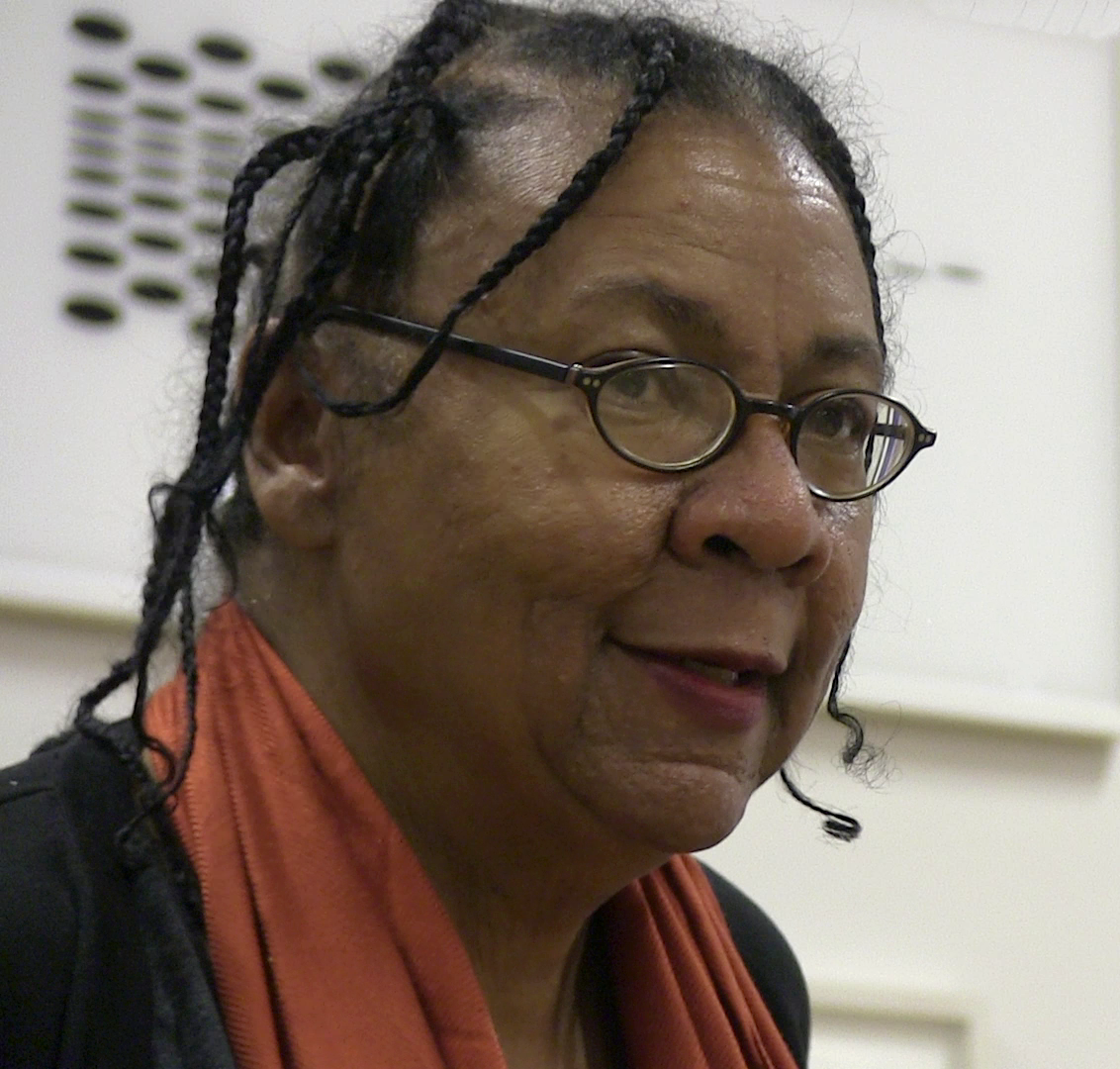
bell hooks en 2014.

Elsa Dorlin qualifie de « géométrique » l'approche intersectionnelle, par opposition à une approche qui serait « arithmétique ». Elle considère que les individus se trouvent dans des rapports de pouvoir dynamiques et complexes, et non pas dans une identité définie une fois pour toutes. À ce titre, l’intersectionnalité peut être vue comme une métathéorie de la domination, un concept méthodologique permettant de rendre compte de ces dynamiques complexes afin de ne pas verser dans une conceptualisation « cumulative » de la domination. Cette conceptualisation « cumulative » supposerait que chaque rapport de domination s’ajoute à l’autre (par exemple, si toutes les femmes subissent du sexisme certaines d’entre elles subissent du sexisme et une oppression de classe, certaines du sexisme et du racisme, certaines du sexisme et de la lesbophobie, ou encore certaines l’ensemble de ces dominations). La philosophe Elizabeth V. Spelman (en) considère que cette analyse additive isole les différents rapports de domination les uns des autres, ce qui, selon elle, ne permet pas de comprendre leurs modalités historiques. En effet, selon elle, les femmes racisées ne subissent pas une oppression raciste qu’elles partageraient à l'identique avec les hommes racisés et une oppression sexiste qu’elles partageraient à l'identique avec les femmes blanches : elles subissent une oppression raciste et sexiste spécifique que ne subissent ni les hommes racisés ni les femmes blanches. Si toutes les femmes font bien l’expérience du sexisme, il n’y a pas pour autant d'expérience « identique » du sexisme, tant les autres rapports de pouvoir modifient les modalités concrètes d’effectuation. Cette approche permet aussi d'éviter l’écueil d'une tendance du féminisme qui prend la situation de certaines femmes pour la situation de toutes les femmes,.

## Histoire des études de genre

Émile Durkheim, fondateur de la sociologie française.

### Avant le genre

#### Années 1890: division sociale de la société
Avant de parler de genre, le traitement différencié des hommes et des femmes et leur dimension prétendument naturelle sont contestés par une pluralité de philosophes, de sociologues ou d’anthropologues. Par exemple, en 1897, le sociologue Émile Durkheim souligne déjà que la division entre hommes et femmes n'est pas réductible à une différence biologique. Il va jusqu'à remettre en cause le dualisme même en lui trouvant des causes historiques : ce sont pour lui « des raisons depuis longtemps oubliées » qui ont « déterminé les sexes à se séparer et à former en quelque sorte deux sociétés dans la société », avec toutes les différences que cela implique en matière d'habillement, de fonctions sociales et professionnelles, de comportements, etc. Il ajoute que « rien, ni dans la constitution de l'un ni dans celle de l'autre [sexe], ne rendait nécessaire une semblable séparation ».

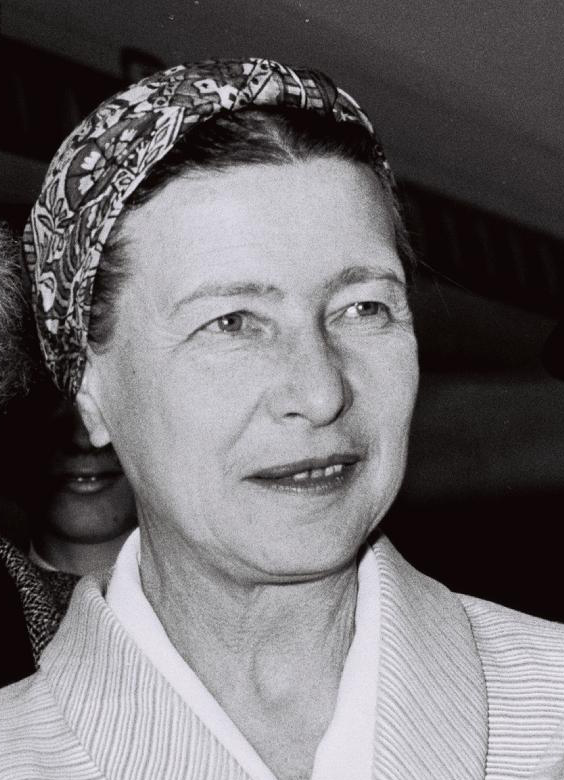
Simone de Beauvoir en 1967.

#### Années 1930: dénaturalisation des rôles
L'anthropologue Margaret Mead mobilise dès 1935 le concept de « rôle sexué », distinguant le rôle social et le sexe. Elle a montré que les traits de personnalité (qu'elle désigne par le terme de tempéraments) usuellement associés aux hommes et aux femmes diffèrent d’une société à l’autre. Dans Sex and Temperament in Three Primitive Societies, elle souligne la grande variation, voire l’inversion, entre les caractéristiques masculines et féminines de ces sociétés par rapport à la société américaine de l’époque. Ces observations l’engagent à souligner que ce qui caractérise le comportement des hommes et des femmes d’une société donnée est issu des spécificités de leur culture et non de critères biologiques : « Les différentes personnalités standardisées entre les sexes sont de cet ordre, ce sont des créations culturelles auxquelles chaque génération d’hommes et de femmes apprend à se conformer ».

#### Années 1950: «on ne naît pas femme»
En 1949, Simone de Beauvoir écrit, en clin d'œil à « On ne naît pas homme : on le devient » d'Érasme : « on ne naît pas femme : on le devient ». Dans Le Deuxième Sexe, elle explique comment la civilisation et l'éducation agissent sur les enfants pour les orienter dans un rôle masculin ou féminin qui sert l'ordre social alors même que filles et garçons ne sont pas initialement distinguables.
Ces approches ont en commun d’avoir questionné la dimension biologique et naturalisée de la différence entre les sexes et d’avoir mis l’accent sur la dimension sociale de sa production.

### Naissance du concept par les sciences psychomédicales (sexologie, psychiatrie)

#### Années 1950-70: approche psychomédicale
En 1945, le terme « gender » est défini par Madison Bentley (en) comme « l'observation socialisée du sexe » ("socialized observation of sex") dans la revue American Journal of Psychology.
En 1955, le sexologue John Money réintroduit le terme et la notion de « gender » dans une série d'articles co-écrit avec Joan G. Hampson et John L. Hampson dans le cadre notamment du traitement de l’anatomie génitale ambiguë d'enfants (c'est-à-dire des personnes intersexes, désignées à l'époque d'« hermaphroditisme ») pour distinguer le sexe anatomique et psychologique qui serait déterminé, de la construction psychologique de soi comme homme ou femme,,,,.
En 1964 et 1968, les psychanalystes et psychiatres Robert Stoller et Ralph Greenson introduisent la distinction terminologique entre sex biologique et gender identity : « Sexe (état de mâle et état de femelle) renvoie à un domaine biologique quant à ses dimensions — chromosomes, organes génitaux externes, gonades, appareils sexuels internes (par exemple utérus, prostate), état hormonal, caractères sexuels secondaires et cerveau ; genre (identité de genre) est un état psychologique — masculinité et féminité »,,,,,,. Ainsi, ils introduisent le concept d' « identité de genre » (gender identity) pour désigner « le sentiment d'appartenir à un sexe particulier ». Par ailleurs, Robert Stoller propose d'articuler les deux notions de rôle de genre et d'identité de genre : « l'identité de genre [gender identity] commence avec le savoir et la réalisation, consciente ou inconsciente, que l'on appartient à un sexe et non à un autre […] le rôle de genre [gender role] est la conduite déclarée que l'on montre en société, le rôle qu'on joue, notamment vis-à-vis des autres ».
En 1972, les sexologues John Money et Anke Ehrhardt proposent des définitions qui seront adoptées par les sciences du psychisme « Identité de genre [gender identity] : la continuité, l'unité et la persistance de l'individualité d'une personne en tant que masculine, féminine ou ambivalente, à un degré plus ou moins grand, notamment telles qu'elles s'expriment dans la conscience de soi et le comportement […] Rôle de genre [gender role] : tout ce qu'une personne dit et fait pour signifier aux autres ou à elle-même à quel degré elle est masculine, féminine ou ambivalente ; cela inclut l'excitation et la réponse sexuelle mais ne s'y limite pas […] L'identité de genre est l'expérience intime du rôle de genre, et le rôle de genre est l'expression publique de l'identité de genre. »,.
Ces approches s'inscrivent dans une logique où il y a en finalité intervention médicale à visée corrective (en particulier via la chirurgie de réassignation « sexuelle »). Par ailleurs, le genre n'est appréhendé qu'en tant qu'identité psychologique. Il s’agissait pour Money d'opérer les corps des enfants intersexes pour les mettre en adéquation avec la norme sociale (qui ne connaît que deux identités sexuées possibles) et pour Stoller, d'opérer les corps des personnes « transsexuelles » en faisant correspondre leur identité psychique et leur anatomie pour les mettre en adéquation avec la norme sociale (qui ne connaît que deux identités sexuelles possibles). Ainsi, dans cette première perspective, l’usage du terme « gender » n’engage pas du tout une critique de la norme. La distinction sexe/genre ici ne recouvre donc pas la distinction entre le biologique et le social puisque dans cette approche le genre est un concept proprement psychologique et médical.

### Ruptures épistémologique: le genre dans les sciences sociales

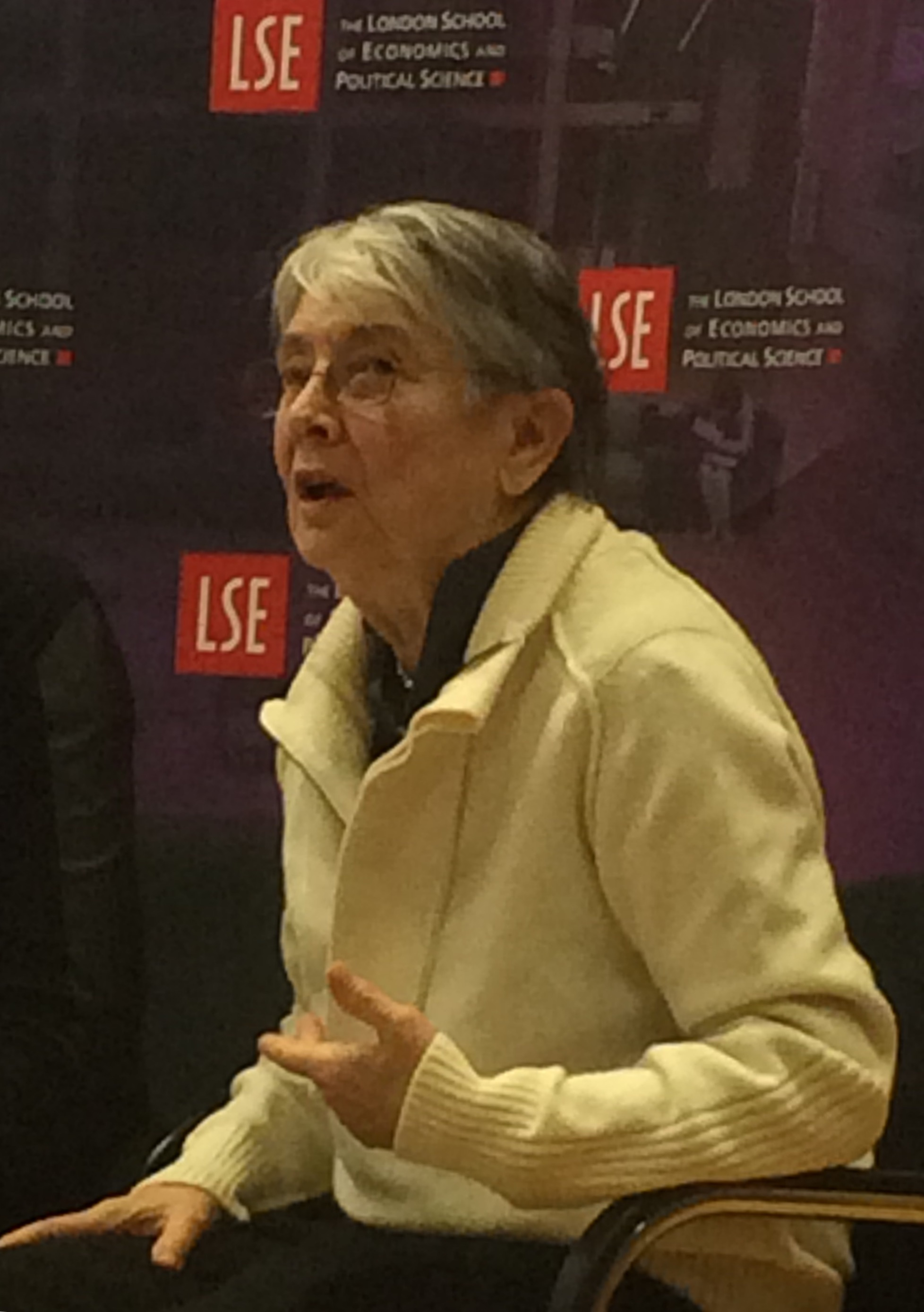
Christine Delphy en 2016.

Les sciences sociales empruntent aux sciences psychomédicales la notion de genre mais dans une perspective critique et dénaturalisante (le genre ne désigne plus une identité psychologique mais un processus de classification sociale).

#### Années 1970: première rupture épistémologique
En 1972, la sociologue britannique Ann Oakley reprend le terme « gender » tout en s'écartant des définitions de Money et Stoller : elle élargit le concept en insistant sur le processus de classification sociale entre hommes et femmes, : « Sexe est un mot qui fait référence aux différences biologiques entre mâles et femelles. Genre, par contre, est un terme qui renvoie à la culture : il concerne la classification sociale en masculin et féminin ». C'est une première démarcation entre sexe et genre où le concept de genre est censé prendre en charge la part sociale de la division entre les sexes,.

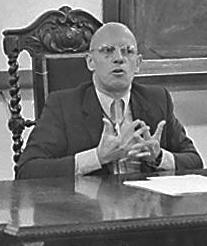
Michel Foucault en 1974.

Cette première démarcation va être largement contestée dans un second temps où il sera question de s’intéresser à la construction sociale (genrée) du sexe lui-même. Les parties divisées ne forment plus l’explication mais ce qui est à expliquer.
Dès les années 1970, en France, le terme de genre est utilisé par des sociologues comme Christine Delphy et des anthropologues comme Nicole-Claude Mathieu même si ce sont des expressions tel que « rapports de sexe » ou « rapports sociaux de sexe » qui s'impose,. Christine Delphy ajoute la hiérarchie comme composante fondamentale du genre. De plus, elle considère dès 1981 que le genre précède et construit le sexe : « nous pensons que le genre – les positions sociales respectives des femmes et des hommes – n’est pas construit sur la catégorie (apparemment) naturelle du sexe ; mais qu’au contraire le sexe est devenu un fait pertinent, et donc une catégorie de la perception à partir de la création de la catégorie de genre, c’est-à-dire de la division de l’humanité en deux groupes antagonistes dont l’un opprime l’autre, les hommes et les femmes. ». En 1991, elle considère que penser le sexe en termes de donnée biologique est une impasse. Pour elle, le sexe est avant tout la représentation du « biologique » par la société : « le genre précède le sexe ; dans cette hypothèse le sexe est simplement un marqueur de la division sociale ».
Dans cette période, la notion de genre est également utilisée par le mouvement féministe, qui souhaite démontrer que les inégalités entre femmes et hommes sont issues de facteurs sociaux, culturels et économiques plutôt que biologiques.

#### Années 1980: deuxième rupture épistémologique

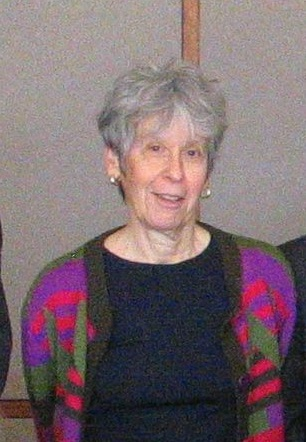
Joan Wallach Scott.

Dans les années 1980, les études de genre commencent à s’institutionnaliser, elles gagnent de l'ampleur dans les universités et le concept de genre est approprié par de nouvelles disciplines, comme l'histoire,. En 1988, l'historienne Joan W. Scott propose une définition du genre qui explicite un rapport du pouvoir : « le genre est un élément constitutif de rapports sociaux fondés sur des différences perçues entre les sexes, et le genre est une façon première de signifier des rapports de pouvoir ».
En 1987, les sociologues Candace West et Don Zimmerman publient un article (« Doing gender » qu'on peut traduire par « Faire le genre »), qui va contribuer à développer une façon de penser le genre comme un processus interactionnel. Avec la notion de doing gender, ils mettent l’accent sur le processus visant à créer et fixer les différences sexuées, à les présenter comme naturelles et à les utiliser ensuite « pour renforcer l’« essentialisme » des sexes » car « au principe de la catégorisation de sexe, il y a donc la présomption selon laquelle des critères fondamentaux existent et seraient là, ou devraient être là, si nous les cherchions »,.

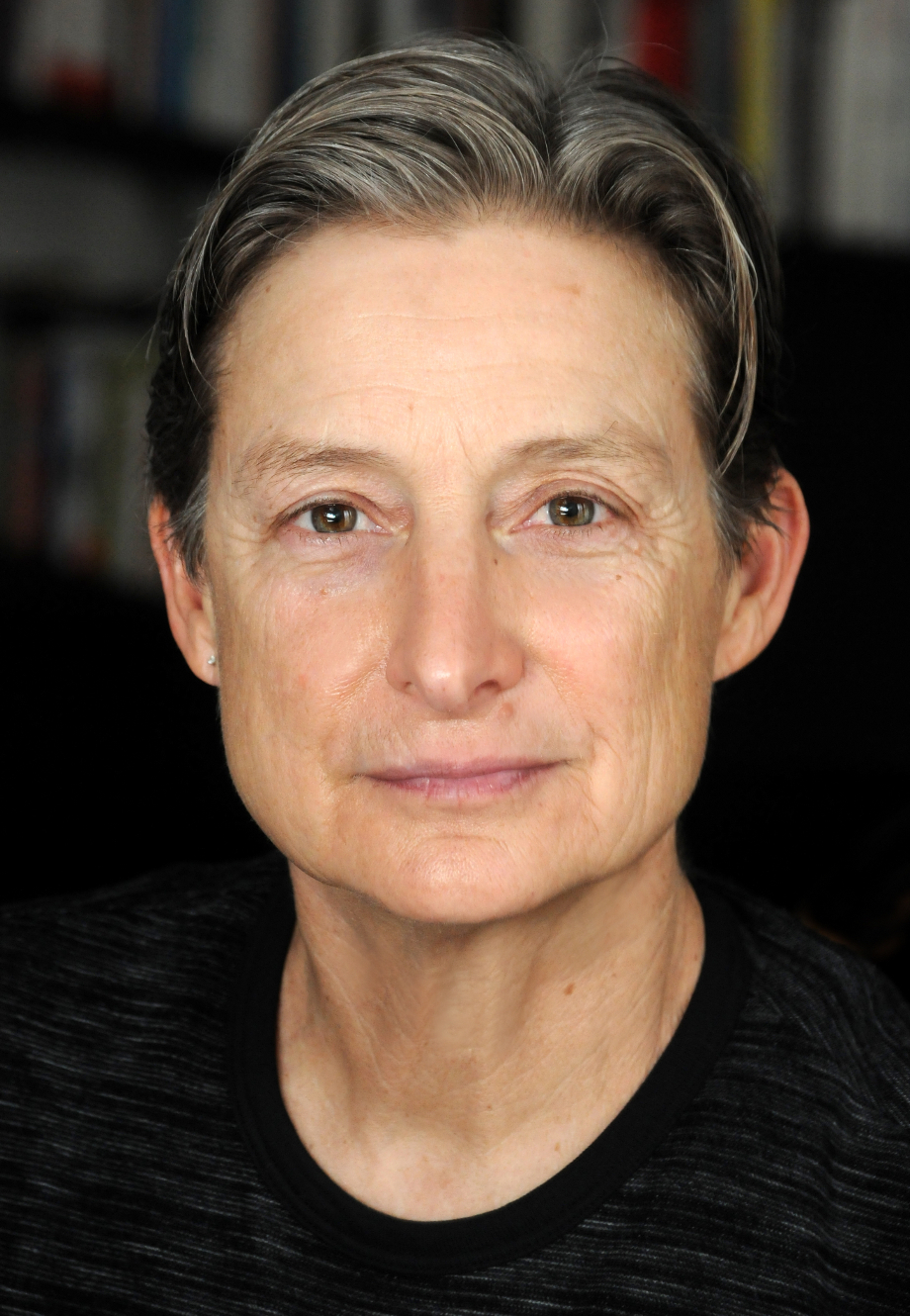
Judith Butler, photo, UC Berkeley 2013.

#### Années 1990: genre et sexualité
Sous l'influence de la pensée de Michel Foucault, le genre est étudié dans son rapport à la sexualité notamment telle qu'il l'a conceptualisé : comme produite socialement par des relations de pouvoir, des normes sociales à leurs « mises en discours ». Notamment, le genre et la sexualité et leurs « injonctions normatives » sont la base des réflexions Judith Butler à partir des années 1990 dans ses études sur les minorités sexuelles.
Judith Butler, en 1990, dans ses études sur les minorités sexuelles, ajoute que le genre est « performatif » : les actes et les discours des individus non seulement décrivent ce qu'est le genre mais ont en outre la capacité de produire ce qu'ils décrivent. Ainsi, le genre « désigne l’appareil de production et d’institution des sexes eux-mêmes ». Elle décrit le genre comme « une série d’actes répétés […] qui se figent avec le temps de telle sorte qu’ils finissent par produire l’apparence de la substance, un genre naturel de l’être ».
Des travaux dès 1990, voir en particulier Thomas W.Laqueur montrent que cette bicatégorisation ne va pas de soi, n'est pas figée dans le temps et dans l'espace. Dans cette approche, les sciences naturelles ont construit « scientifiquement » le sexe ; elles seraient à l'origine de la bicatégorisation des sexes et même de l'infériorité supposée d'un sexe (en l’occurrence le sexe féminin) en regard de l'autre.

#### Années 2000: sexuation et intersexuation
En 2000, la biologiste Anne Fausto-Sterling, à travers notamment la question de l'intersexuation, montre que les structures reproductives humaines sont presque dimorphes mais pas complètement,,. Il existe un ensemble de critères d’ordre biologique que la sociologie ne nie pas, mais explique que la façon dont ces critères sont liés ensemble et unifiés est en revanche un fait social : l’existence de variables continues pour chacun des critères montre une volonté sociale d'une classification dichotomique (entre mâle et femelle, hommes et femmes),.

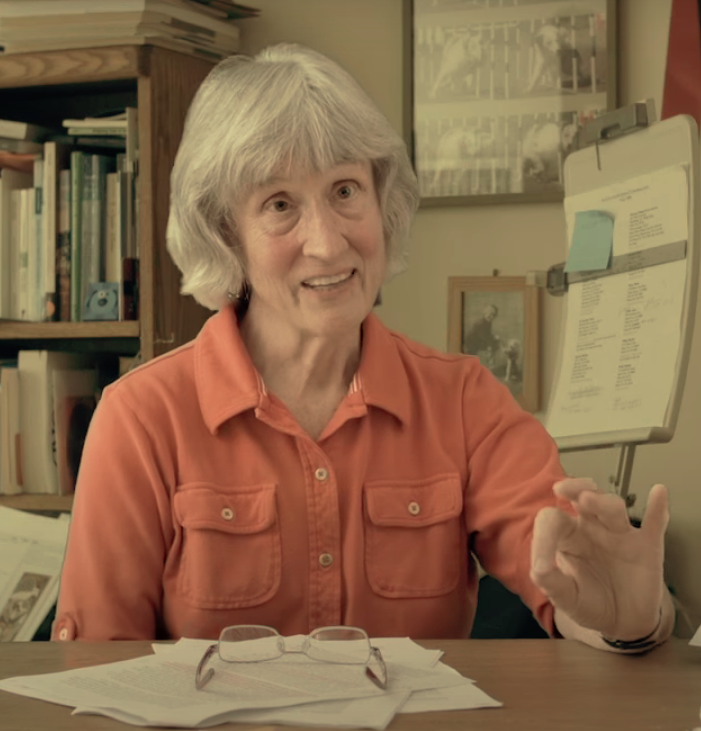
Donna Haraway 2016.

En 2001, la sociologue Christine Delphy dira « On ne trouve pas [le sexe] à l’état pur, prêt à l’emploi… pour se servir du sexe, qui est composé, selon les biologistes, de plusieurs indicateurs, plus ou moins corrélés entre eux, et dont la plupart sont des variables continues – susceptibles de degrés – il faut réduire ces indicateurs à un seul, pour obtenir une classification dichotomique. […] cette réduction est un acte social ».
En 2008, la philosophe Elsa Dorlin explique que la détermination d'un sexe ne consiste pas uniquement à assigner un sexe mais le « bon sexe ». Elle précise que ce n'est pas que le corps n'a pas de trait sexué, il en a, et que le processus physio-anatomique de sexuation n'a pas eu lieu, il a eu lieu, l'enjeu est que cela n'a pas donné lieu à une identité sexuelle identifiable, « mâle » ou « femelle » (soit l'idée de considérer les individus comme étant des sexes faits pour se reproduire), ainsi l'intervention sur ces corps ne consiste pas à leur assigner un sexe, ils en ont déjà un, mais l'un des deux sexes (c'est notamment pourquoi Dorlin considère que « le concept de genre est lui-même déterminé […] par la polarisation sexuelle socialement organisée des corps »),.

#### Années 2010: articulation genre, sexe, et sexualité
En 2013, la sociologue Isabelle Clair souligne que le fait d’introduire la sexualité dans la réflexion sur le genre a obligé à revoir et à préciser les concepts, et ainsi on évite d'employer aujourd'hui « sexuel » quand ce qu'on souhaite désigner ne renvoie pas aux activités sexuelles. Comme, par exemple, l'expression « division sexuelle du travail » qui sert en fait à désigner la division du travail entre homme et femme. Elle indique : « tant que la sexualité était hors sujet, la polysémie était invisible ; à partir du moment où le rapprochement entre genre et sexualité est posé quelque part, il a des effets lexicaux partout. Simplement parce qu’il révèle un impensé ».

## Thématiques du genre

### Genre et biologie
En 1994, Nelly Oudshoorn montre que qualifier certaines substances d'hormones « sexuelles » a fait obstacle à la reconnaissance de la grande variété des fonctions accomplies par les hormones stéroïdiennes qui sont sans lien avec le développement et le fonctionnement des capacités de reproduction. Par exemple, les scientifiques ont durablement eu du mal à assimiler le fait que les hommes comme les femmes produisent et utilisent à la fois des androgènes (littéralement « qui créent l'homme »), qualifiés d'hormones « sexuelles masculines », et des œstrogènes (littéralement « qui induisent l’œstrus », qui désigne la période de chaleurs qu'ont certains mammifères, alors que chez l'humain, il n'y a pas de contrôle œstral), qualifiés d'hormones « sexuelles féminines »,.
En 2000, la biologiste Anne Fausto-Sterling fait une distinction entre sexuation (au sens de phénomène naturel) et « corps sexué » (au sens au où ils sont normalisés pour être contenu dans un cadre social préconçu : si on opère chirurgicalement des corps « intersexe » c'est pour leur attribuer un sexe, l'un des deux sexe qui ne se situe pas « entre les sexes »). Chacun des critères biologiques tel que le sexe humoral, le sexe gonadique, le sexe hormonal, le sexe chromosomique, pris de manière isolée ne suffit pas lui seul à déterminer un sexe de façon sûre. Les opérations chirurgicales de réattribution génitale lors d'ambiguïté génitale (on parlera alors de personne intersexe) montrent qu'il y a une décision sociale de la distinction homme/femme (distinction fondé notamment sur la capacité de pénétrer ou d’être pénétrée, dans une vision hétéronormative),,.
Entre 2008 et 2016, la socio-anthropologue Priscille Touraille, considérant que « les corps ne sont ni sexués ni genrés », propose plutôt le fait de considérer que les corps ont des « traits genrés » (non héritables génétiquement) et des « traits sexués » (produits par l’information génétique), afin de mieux rendre compte en quoi l'ordre du genre manipule sans pour autant fabriquer les caractères sexués (au sens où des conditions environnementales socialement produites peuvent avoir un impact sur la fréquence d'apparition de certains traits génétiques dans une population, sans pour autant avoir la capacité de choisir les traits génétiques qui apparaissent dans une population) ,,,,.
En 2010, Rebecca Jordan-Young, sociologue des sciences médicales, montre à travers une analyse de littérature de plus de trois cents études publiées entre 1960 et 2008, qu'il n'est pas établi chez l'humain que l'exposition précoce aux hormones stéroïdiennes conditionnerait les comportements psycho-comportementaux (des aptitudes cognitives aux comportements sexuels). Autrement dit, l'existence d'une sexuation du psychisme censée expliquer à la fois les différences entre les hommes et les femmes, et les différences entre les hétéros et les homos, soutenue par la théorie hormonale de l'organisation cérébrale chez l'humain, n'est pas avérée,,. En 2014, Odile Fillod présente des facteurs sociaux et structurels qui peuvent expliquer pourquoi l'idée selon laquelle la science aurait permis d’établir l’existence d’une sexuation naturelle du psychisme est régulièrement exprimée bien que scientifiquement non établie. En 2019, Rebecca Jordan-Young et Katrina Karkazis proposent une synthèse sur ce qu'est la testostérone (centrale dans la théorie de l'organisation du cerveau), ses effets sur les corps et ses mythes. Les autrices soutiennent qu'un ensemble d'allégation (y compris dans la littérature scientifique) sur la testostérone tend à naturaliser le genre (mais aussi la classe et la race). Par exemple, la définir comme une « hormone sexuelle masculine » a tendance à faire obstacle à la recherche à son sujet et à reconduire des préjugés genrés qui lui sont associés,.
En 2015, un collectif de chercheurs et chercheuses en sciences naturelles et en sciences humaines et sociales publie Mon corps a-t-il un sexe ? (ouvrage dirigé par la bioanthropologue Évelyne Peyre et la biologiste Joëlle Wiels). Ils proposent notamment d'évaluer l'impact du genre sur le développement du corps et dans quelle mesure les croyances liées au genre ont pu influencer les recherches menées sur le sexe,.
En 2016, Thierry Hoquet, philosophe spécialiste de l’histoire de la biologie, montre dans son ouvrage Des sexes innombrables. Le genre à l'épreuve de la biologie qu'il n'y a ni un sexe, ni deux sexes, mais différentes conceptions du sexe y compris et particulièrement en biologie, telles que : sexe comme types de génitoire (anatomique : gonadique, gonophorique, gamétique), sexe chromosomique/génétique, sexe endocrinien/« hormonal », sexe désignant un type d'individu (mâle/femelle), sexe comme marqueur civil et légal, sexe comme ce qui produit la génération (reproduction sexuée ou non), sexe comme sexualité reproductive (reproduction sexuée), sexe hédonique (sexualité non reproductive), etc. qui se déploient potentiellement selon des périodes particulières tout au long de la vie,,. D'autre part, la question des personnes intersexes (qui relève de nombreuses situations biologiques différentes) remet en cause ou nuance la dichotomie jugée naturelle,.

### Genre et filiation

#### Le mariage: exemple d'une institution politique et sociale
Le mariage est une institution sociale, au sens où cela désigne une structure d’organisations sociales dotée d'une certaine stabilité et durabilité dans le temps, d'un mode de régulation d'interactions sociales (normes, pratiques, croyances, etc.) vouées à se reproduire, dont les modalités ont évolué au cours du temps,.
Dans le registre législatif français, par exemple, entre 1804 et 1980 les relations sexuelles sont un « devoir conjugal » qui peut être exigé par la contrainte et la violence physique, la jurisprudence ayant décidé qu’il ne pouvait pas y avoir de viol entre époux, tant que le mari impose à son épouse une pénétration vaginale d'après l’historienne du droit Marcela Iacub. Françoise Héritier dit au sujet du mariage qu'il ne s'agit pas tant une affaire d'ordre privé et individuel entre des personnes qui peuvent s’aimer, s’unir et donner naissance sans contrat de mariage, qu’une affaire publique et sociale, puisque la fonction du mariage serait de rendre légitime la descendance et la filiation (en l’occurrence patrilinéaire). Vu ainsi, l’institution du mariage consacre une alliance durable non pas entre des personnes mais entre des groupes sociaux.
Le chercheur en sciences sociales Alain Giami indique que pour l’Église catholique française, comme l'explicite le Dictionnaire de théologie catholique publié en 1924, « tout acte conjugal où les époux ne recherchent que la jouissance sensuelle égoïste, et duquel ils excluraient positivement la possibilité de procréer, serait un abus criminel du mariage, violant la loi de la nature et la volonté positive du Créateur »,.

## Réceptions du concept de genre hors du champ de la recherche

### Politique publique et genre
Le concept de genre et les recherches universitaires liées servent parfois de base aux politiques publiques visant à réduire les inégalités entre les femmes et les hommes. Verena Keller professeure et chercheuse dans le champ de la politique sociale et du travail social, rappelle la nécessité d’analyser et de prendre en compte les inégalités de genre pour améliorer l’efficacité du travail social. De nombreuses sociétés humaines disposent de différents moyens, juridiques, d'éducation, de sensibilisation, contribuant à lutter contre la hiérarchie entre masculin et féminin,.

#### Politique mondiale
De manière notable, le terme de « genre » est ainsi intégré dans le rapport final de la conférence mondiale sur les femmes de Pékin, organisée par l'ONU en 1995. Il s'agit alors d'appréhender les inégalités de manière holiste, dans une réflexion qui englobe les hommes et les dynamiques sociales. La notion de genre est également utilisée par l'Organisation mondiale de la santé, pour qui « le mot « genre » sert à évoquer les rôles qui sont déterminés socialement, les comportements, les activités et les attributs qu'une société considère comme appropriés pour les hommes et les femmes ». L'UNESCO place l'égalité de genre parmi ses priorités globales, la considérant comme « une condition essentielle permettant aux femmes et aux hommes de bénéficier pleinement de leurs droits humains ».

#### Politique en France
En France, l'Inspection générale des affaires sociales note que « Toutes les politiques de promotion de l'égalité butent sur un obstacle majeur, la question des systèmes de représentation, qui assignent hommes et femmes à des comportements sexués, dits masculins et féminins, en quelque sorte prédéterminés ». Le Comité France de l'ONU fait réaliser par un cabinet de consultants et diffuse l'étude « Bienvenue sur la planète Femmes »,. L'organisme national français de statistiques, l'INSEE, mesure des inégalités persistantes entre les sexes « mais qui se réduisent ». La journée annuelle des droits des femmes présente l'occasion de rappeler les inégalités entre les sexes se traduisant notamment par de la violence.
En France, une convention nationale interministérielle engageant tous les ministères ayant la responsabilité de politiques éducatives (à savoir le ministère de l'enseignement supérieur, de la recherche et de l'innovation ; le ministère des Armées ; le ministère de la culture ; le ministère de l'agriculture et de l'alimentation) définit le cadre de référence en matière d'égalité entre les filles et les garçons, les femmes et les hommes, dans le système éducatif. L'article L. 121-1 du code de l'éducation indique que le système éducatif doit « favoriser la mixité et l'égalité entre les femmes et les hommes […] Les écoles, les collèges et les lycées assurent une mission d'information sur les violences, y compris en ligne, et une éducation à la sexualité ainsi qu'une obligation de sensibilisation des personnels enseignants aux violences sexistes et sexuelles et à la formation au respect du non-consentement. »,,. Il s'agit donc d'une obligation légale. L'action du ministère chargé de l'Éducation nationale en matière de lutte contre l'homophobie et la transphobie s'inscrit dans un cadre interministériel coordonné par la Délégation Interministérielle à la Lutte Contre le Racisme, l'Antisémitisme et la Haine anti-LGBT.

### Réception critique, polémique et controverse

#### Usage de l’expression «théorie du genre» hors du champ académique
«  Théorie du genre » redirige ici. Ne pas confondre avec Théorie des genres.

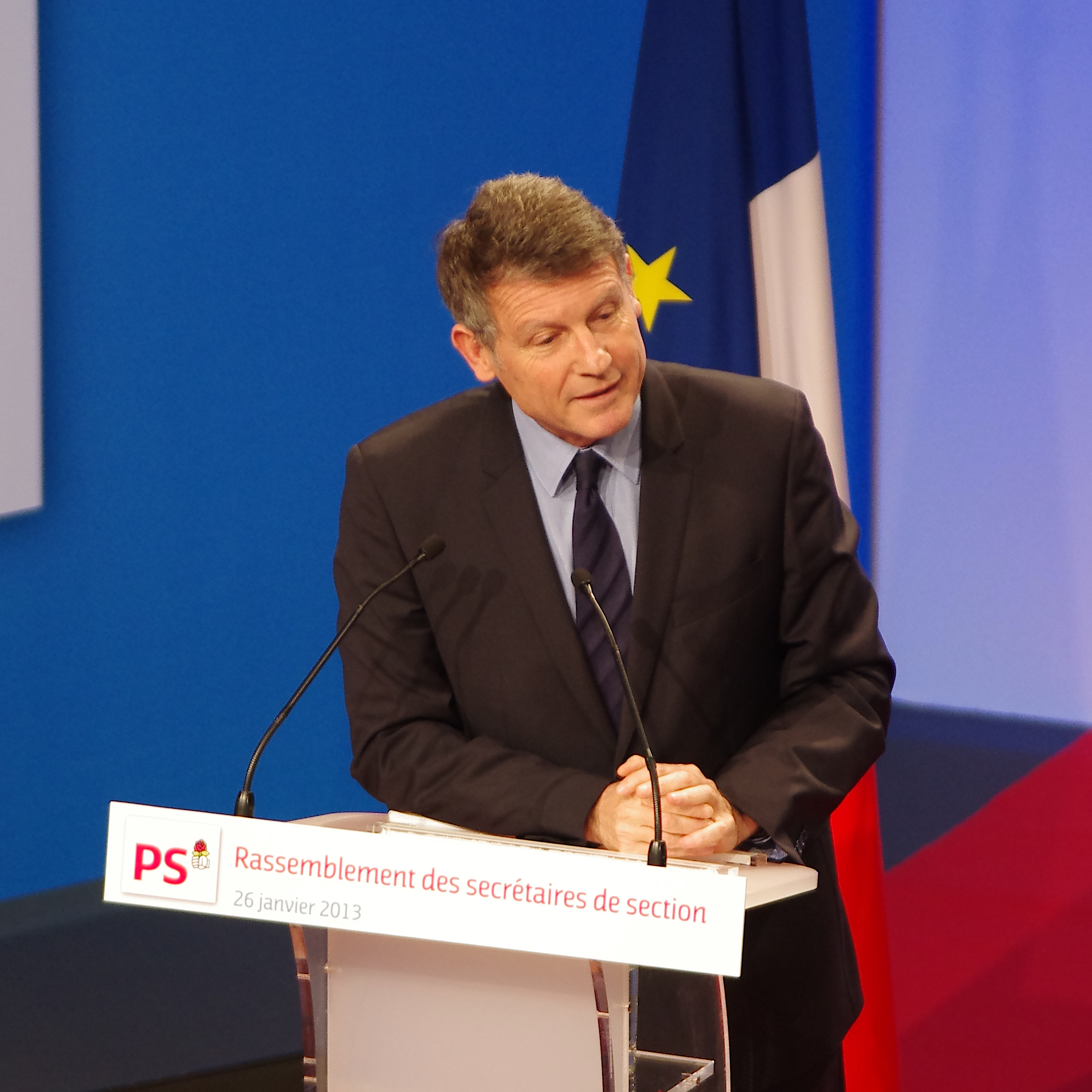
Vincent Peillon en 2013.

L'expression « théorie du genre » est présentée comme une traduction de l'expression anglaise « gender theory ». Mais selon les chercheurs en sciences sociales il s'agit d'un mésusage,,,. En effet, si l'expression gender theory est parfois utilisée par plusieurs sociologues américains pour désigner leur champ d'études,, c'est dans une tout autre perspective que celle des personnes extérieures au champ académique des études sur le genre,,. Ainsi, selon la sociologue française Laure Bereni l'expression « théorie du genre » serait une tentative de faire croire qu'il existe une stratégie politique unifiée derrière les études de genre.
L'expression « théorie du genre » est employée et popularisée dans des années 2000 par le prêtre catholique Tony Anatrella à des fins rhétoriques dans le cadre d'une offensive menée par le Vatican, hostile à l'ouverture du mariage aux couples de même sexe, à l'homoparentalité et la procréation médicalement assistée dans l'objectif de promouvoir « la différence et […] la complémentarité entre les sexes comme fondement de l’humain »,,, comme l'expliquent une étude de 2012 de l'historien d'Anthony Favier, un article de 2014 de la chercheuse Odile Fillod et l'ouvrage de 2017 du docteur en sciences politiques Massimo Prearo et de la sociologue Sara Garbagnoli. L'historienne Joan W. Scott voit également dans cette expression une « invention » des catholiques dans la rhétorique du Vatican. Pour elle, cette expression est utilisée par « les adversaires du “genre” » qui entendent faire valoir que les différences entre femmes et hommes établissent « une complémentarité qui justifierait selon eux une inégalité ». Le politologue Bruno Perreau estime lui aussi que « la “théorie du genre” n'existe que dans la tête des opposants à l'égalité des droits. ». Le sociologue Éric Fassin insiste sur le fait que le genre est un concept qui aide à penser et non une idéologie.
Lorsqu'en 2013 Vincent Peillon, alors ministre français de l'Éducation nationale, déclare être « contre la théorie du genre », les réactions se multiplient dans le monde des sciences sociales, notamment la publication d'une tribune, signée par 400 universitaires qui indique qu'« il n’y a pas “une” théorie du genre […] mais “des” études de genre »,. Par ailleurs, l'universitaire Anne-Emmanuelle Berger affirme que « la théorie du genre n'existe pas. Il en existe une multitude », et la philosophe Judith Butler que « les théories du genre existent au pluriel ». De même, les sociologues Éléonore Lépinard et Marylène Lieber considèrent que l'emploi de « théorie du genre » au singulier masquerait la pluralité de thèses aussi différentes que la théorisation du genre par Judith Butler ou la théorisation du genre par Christine Delphy : « Il existe des théories en études de genre, différentes façons de conceptualiser le genre ».
En résumé, la pertinence de l'expression « théorie du genre » est contestée par de nombreux chercheurs du fait qu'il existe une diversité de théorisation attestée.

#### Réception catholique

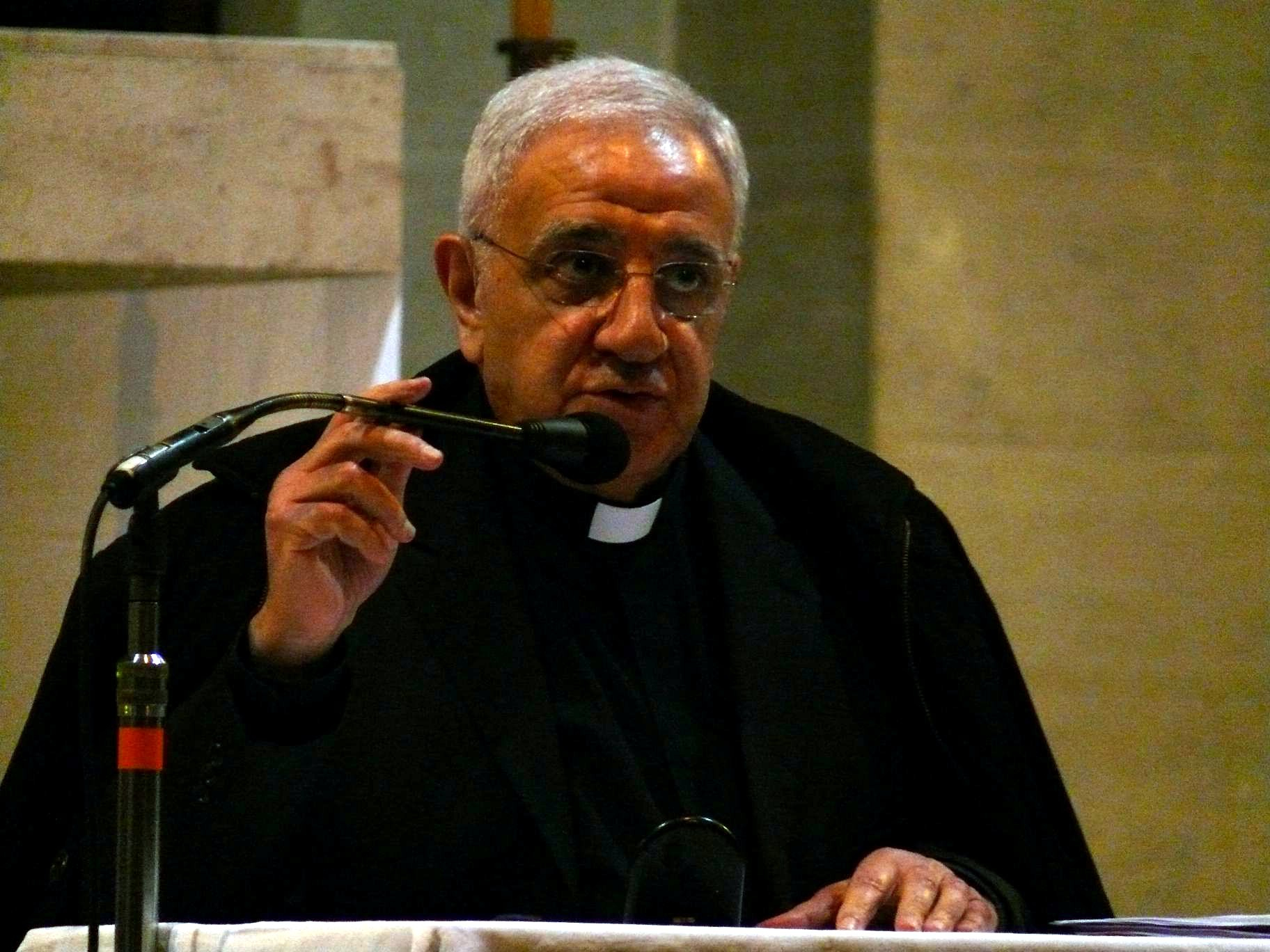
Tony Anatrella.

Selon une étude de l'historien Anthony Favier sur La réception catholique des études de genre, à partir des années 1980 se développe une vision très négative de la notion de genre (alors désigné par « théorie du genre » ou « idéologie du genre ») au sein de la communauté catholique, notamment via des penseurs catholique, des auteurs théologiens et autorités ecclésiastique, qui y voient un discours idéologique unifié qui aurait pour but de déstabiliser les rapports traditionnels entre les sexes ainsi que les repères régissant différentes questions comme la contraception, l’avortement et le comportement sexuel. Le genre agirait comme l'instrument de remise en cause de la sexualité humaine et de contestation des « rôles fondés sur les différences naturelles ».

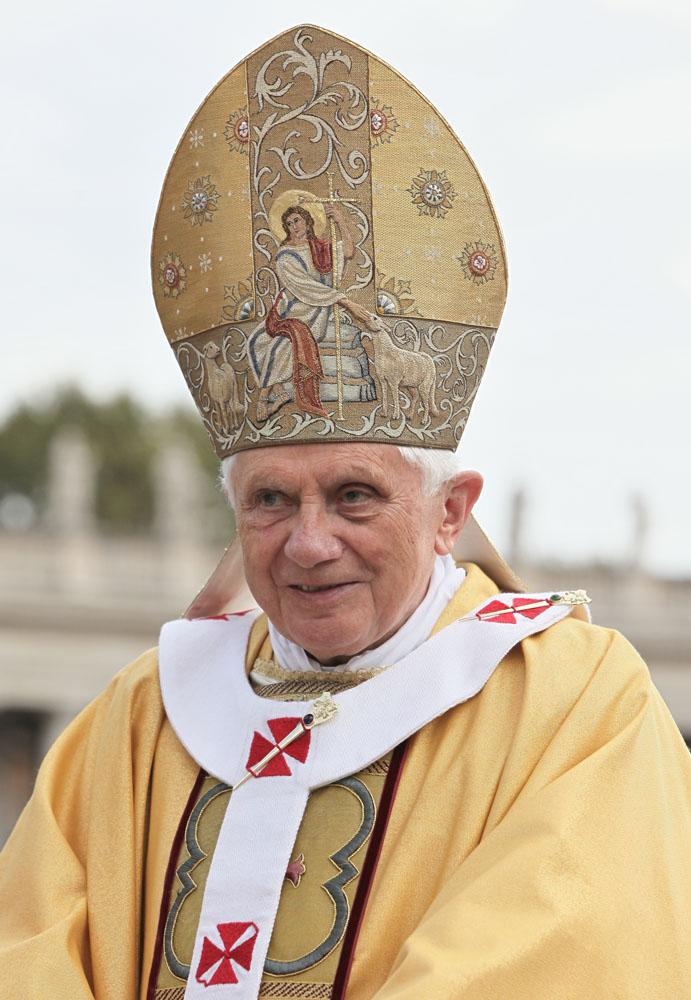
Benoît XVI en 2010.

Selon le prêtre et psychanalyste Tony Anatrella, qui par ailleurs ne cache pas son désaccord avec le déclassement de l’homosexualité des troubles psychiques au sein des sociétés de psychiatrie et de l’OMS, le genre serait une idéologie emmenée par le « lobby homosexuel » et qui exigerait « la destruction de la famille », alors que cette dernière serait « la conséquence naturelle du comportement hétérosexuel de l’homme et de la femme »,. Ce positionnement d'abord très médiatisé dans le milieu catholique rencontre moins d'échos lorsque Tony Anatrella se voit interdire de ministère sacerdotal en 2018 à la suite de témoignages l'accusant d'avoir entraîné dans patients[pas clair] des actes à caractère sexuel lors de séances dans le cadre de « thérapies » visant à les guérir de leur homosexualité. L'archévêque de Paris lui interdit également d'exercer comme thérapeute,.
Pour le psychanalyste chrétien Jacques Arènes, la « gender theory […] constitue le corpus idéologique utilisé par les lobbys gay pour défendre leurs idées soumises au législatif, notamment le mariage dit homosexuel ». Selon la philosophe catholique Chantal Delsol, avec la « théorie du gender », nous sommes « à l'acmé de la volonté de refaire le monde selon notre désir » et la consécration du « désir de l'individu de choisir, sinon son sexe biologique, au moins son appartenance de « genre » », considérant qu'« apprendre le gender à l'école […] dans le cours de SVT (sciences de la vie et de la terre) » est « de la propagande ».
Le pape Benoît XVI, met en garde de ne pas « vivre contre l’Esprit créateur […] dégagé de tout lien et de toute constitution naturelle » et a appelé les chrétiens à rejeter « des philosophies comme celles du genre » car elle légitimerait le mariage homosexuel, l'homoparentalité et la procréation médicalement assistée,.

#### Opposition à l’ouverture du mariage aux couples de personnes de même sexe

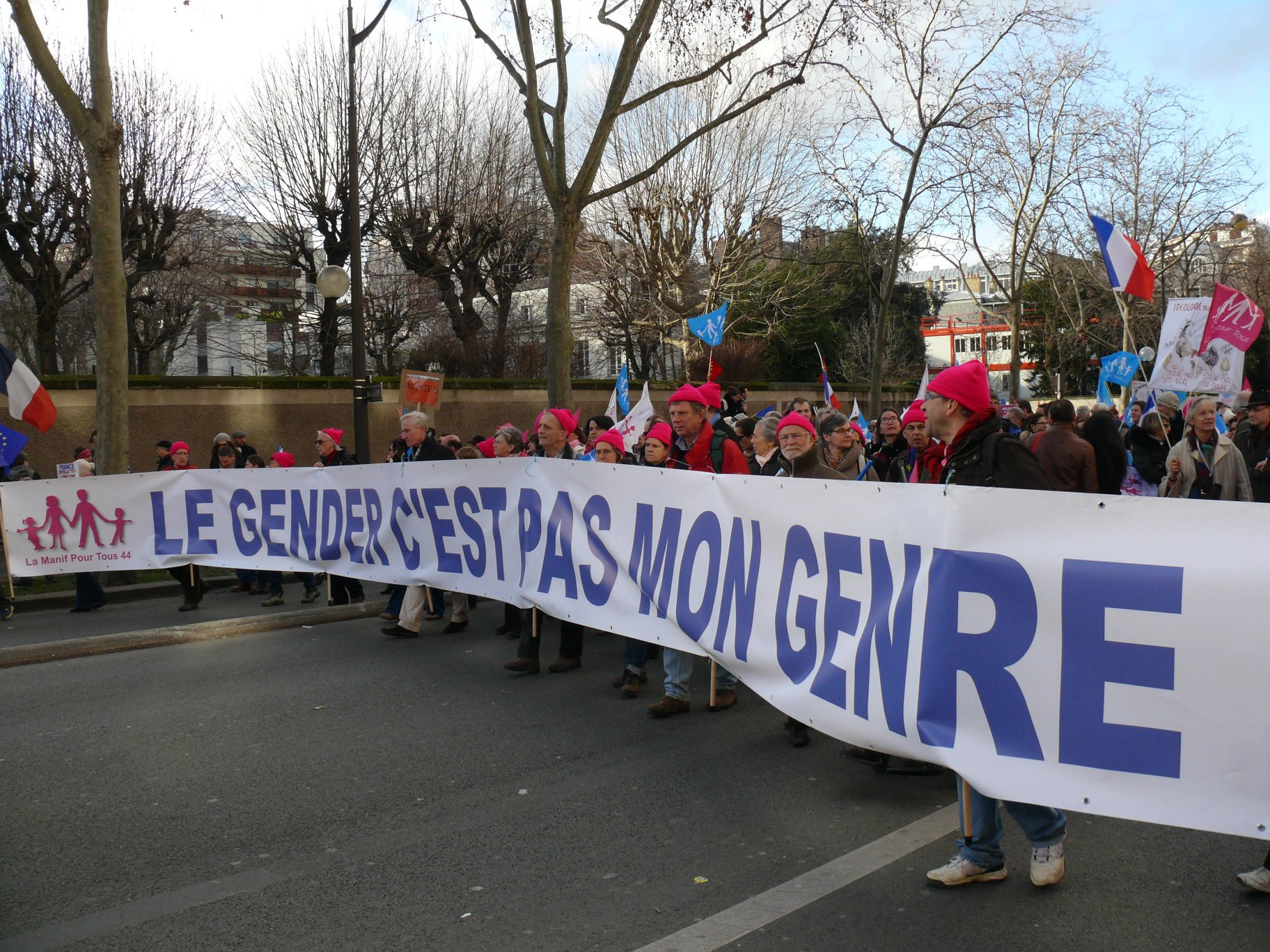
Le gender c'est pas mon genre : un slogan de La Manif pour tous.

En France, en 2012, des opposants à l'ouverture des droits pour des personnes de même sexe de se marier, notamment La Manif pour tous, à l’instar de la réception catholique, ont établi un lien entre la « théorie du genre » et l'ouverture du mariage aux couples de même sexe ou des programmes de lutte contre les stéréotypes filles-garçons à l'école,. Cette réception repose sur un détournement et une distorsion du concept de genre entretenu par des personnalités de la communauté catholique mais aussi par certaines personnalités politiques comme des députés à droite de l’échiquier politique français, qui demandent par exemple la création d'une commission d'enquête à l'Assemblée nationale, regrettant que les études de genre aient intégré la « théorie du gender » qu'ils présentent comme un système de pensée et d’organisation globale de la société refusant en général ce qui est donné par la nature et en particulier le corps sexué lui donnant un « sens subversif de l’indifférenciation des sexes »,. À partir de 2013, divers groupes politiques, liés pour certains à La Manif pour Tous, ont lancé en France des campagnes prêtant à l'Éducation nationale l'intention d'enseigner la « théorie du genre » à l'école, ; les groupes les plus radicaux ont affirmé que cet enseignement s'accompagnerait de cours d'éducation sexuelle dès l'école maternelle. Bien que rapidement démenties, ces rumeurs ont occasionné des mouvements d'inquiétude,.